# 安東章
安東 章（あんどう あきら、1964年4月19日 - ）は、日本の裁判官。甲府地方裁判所所長、東京高等裁判所部総括判事などを経て、千葉地方裁判所所長。

## 略歴
福岡県出身。1983年福岡県立修猷館高等学校を経て、京都大学法学部を卒業。
1991年東京地方裁判所判事補として任官。東京高等裁判所判事、最高裁判所総務局課長、千葉地方裁判所判事、2014年4月東京地方裁判所部総括判事、2018年1月最高裁判所刑事局長・最高裁判所図書館館長、2021年2月甲府地方裁判所所長、同年11月東京高等裁判所部総括判事を経て、2024年8月千葉地方裁判所所長に就任。